# Friedrich Everhard von Mering

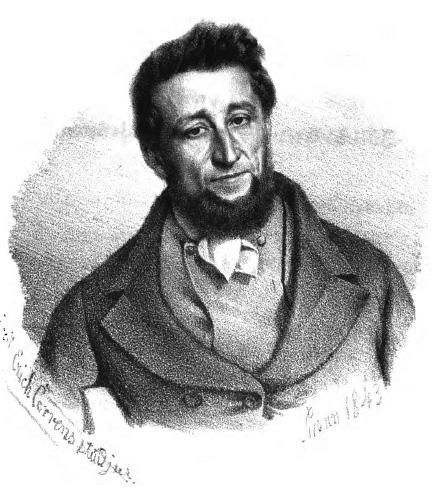
Friedrich Everhard von Mering (Lithografie von Erich Correns, 1843)

Friedrich Everhard von Mering (* 17. März 1799 in Köln; † 29. September 1861 ebenda) war ein deutscher Historiker. Er wuchs in Haus zur Mühlen auf.

## Leben
Friedrich Everhard war der Sohn des Kunstsammlers und Freiherrn Everhard Oswald von Mering († 1820) und seiner Frau Elisabeth von Wecus, die die Tochter eines kölnischen Bankiers und Ratsmitgliedes war. Nach dem Tod seines Vaters erbte er ein Vermögen, ein Studium konnte er jedoch nicht beginnen.
Er sammelte „Handschriften, Urkunden, Gelegenheitsschriften, Bücher, geschichtliches Material jeder Art“ und veröffentlichte eine Reihe von Arbeiten zur rheinischen Provinzialgeschichte, die von anderen Wissenschaftlern rezipiert wurden. In Anerkennung seiner Verdienste verlieh ihm die Königliche Universität zu München den Doktortitel und König Friedrich Wilhelm IV. von Preußen zeichnete ihn mit der goldenen Medaille für Kunst und Wissenschaft aus.

## Werke (Auswahl)
- Geschichte der Burgen, Rittergüter, Abteien und Klöster in den Rheinlanden und den Provinzen Jülich, Cleve, Berg und Westphalen, 12 Bände, 1833–1861
- Die Peterskirche und Caecilienkirche in Cöln am Rhein, 1834 (Digitalisat)
- Zur Geschichte der Stadt Köln am Rhein: Von ihrer Gründung bis zur Gegenwart, 4 Bände, 1838–1839 (gemeinsam mit Ludwig Reischert)[2]
- Clemens August, Herzog von Baiern, Kurfürst und Erzbischof zu Köln. Biographischer Versuch, 1851 (Digitalisat)
- Die Reichsgrafen von Hohenzollern in ihren Beziehungen zu Stadt und Erz-Diöcese Köln, Lengfeld, Köln 1859 (Digitalisat)